# Spencer (vestimenta)

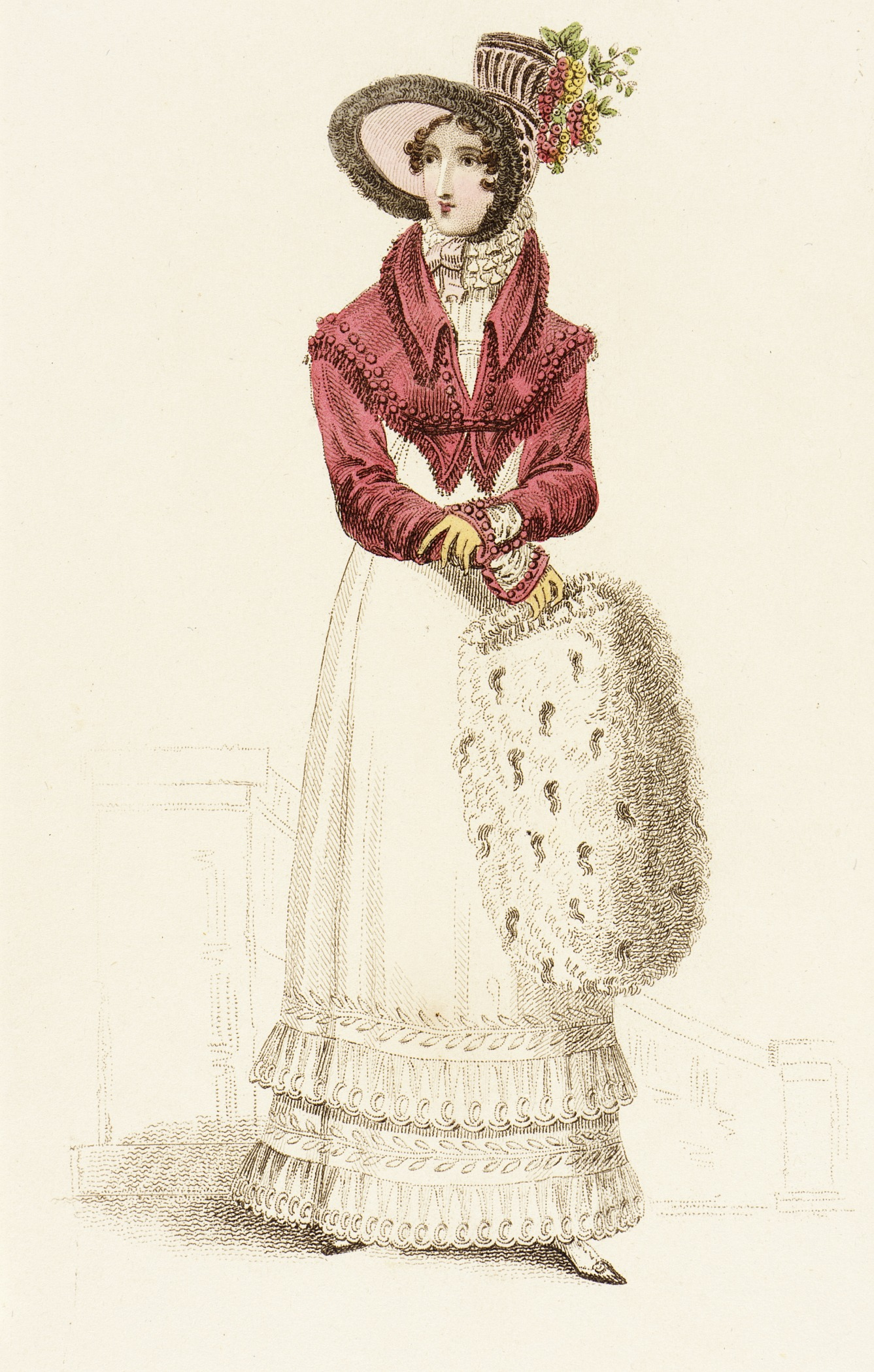
Gravura inglesa de 1819, que reproduz um vestido com uma jaqueta spencer

Spencer é um casaco muito curto, que fica acima da cintura, surgido na Inglaterra nos anos de 1790. 
Originalmente, ele era um fraque de lã e, em sua forma mais autêntica, teria sido decorado com medalhas militares. Spencer foi nomeado a partir de seu criador, George Spencer, 2º Conde Spencer (1758–1834). Há rumores de que o conde, frustrado porque as caudas de sua vestimenta ficavam presas em arbustos (do tipo das framboesas), rasgou-a durante uma caça. Uma outra história, porém, conta que brasas de uma fogueira queimaram as caudas. De qualquer maneira, ele originou inconscientemente uma nova moda.
O casaco foi logo adotado pela moda feminina nos dois lados do Atlântico, durante o período de estilo regência, que data de 1790 até 1820. A moda voltou nos anos 20, mas somente entre as mulheres. 
O uso do termo Spencer continuou no século XIX para significar, de forma mais geral, qualquer tipo de jaqueta ou casaco curto. Na Austrália, entretanto, o termo é usado para se referir a uma roupa de baixo térmica.

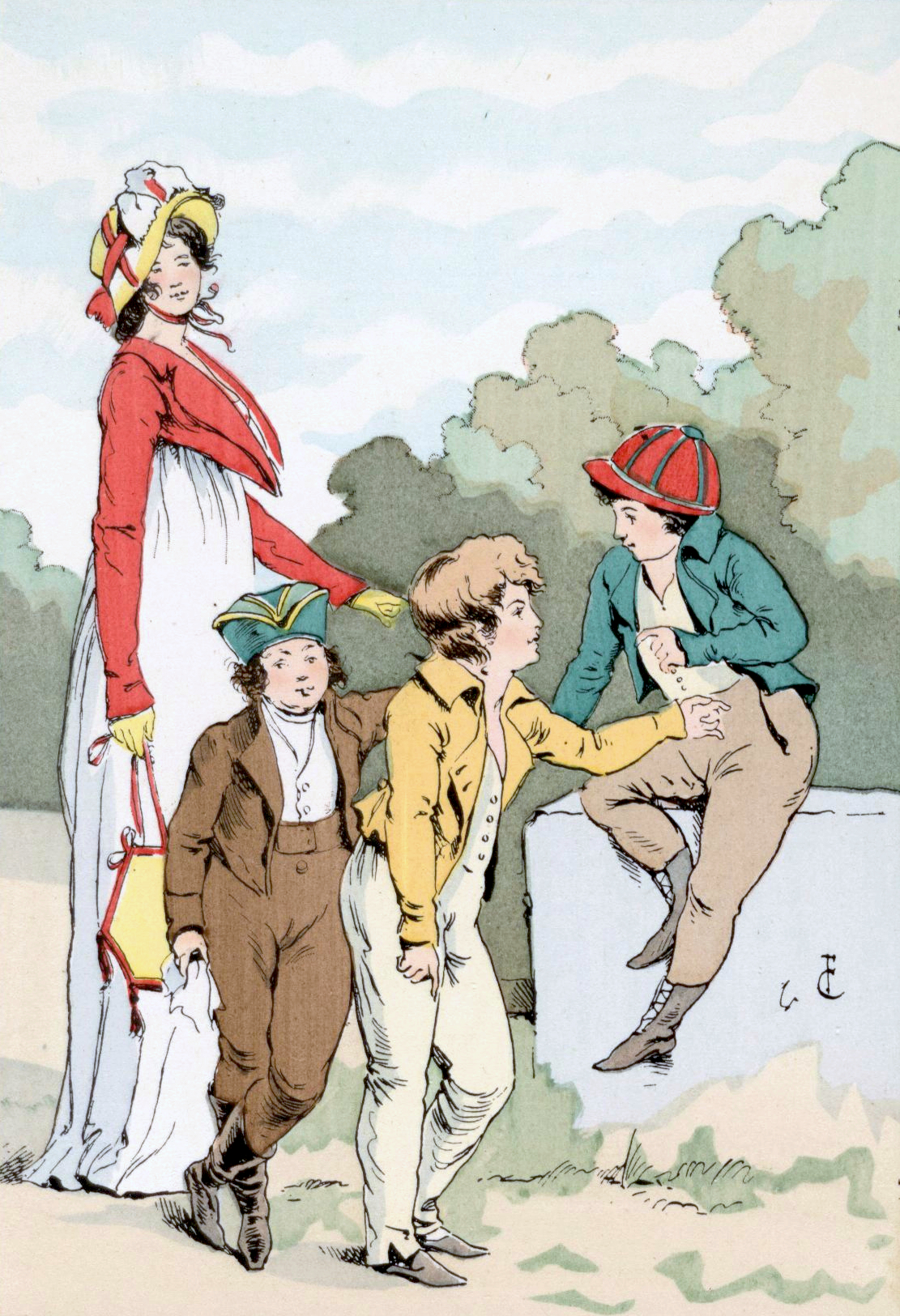
Vestuário, c. 1800. A mulher e o menino de marrom estão a usar spencers